# 緑の沖縄
「緑の沖縄」(みどりのおきなわ)は、2001年7月25日に発売された、登川誠仁 with ソウル・フラワー・ユニオンのシングル。

## 解説
ソウル・フラワー・ユニオンの中川敬＆藤田正プロデュースによる、登川誠仁のアルバム『スピリチュアル・ユニティ』は、2001年5月9日に発売された。本作は、そこからのシングル・カット。「緑の沖縄」は登川と中川のデュエット曲でありソウル・フラワー・ユニオンのメンバーが全面参加しているため、リスペクト・レコードは「登川誠仁 with ソウル・フラワー・ユニオン」名義でリリースした。
登川と中川の二人は、1999年、NTTコミュニケーションズのCMで共演し、意気投合した。プロデューサーである中川は、レコーディング当初、自分の声やギターが『スピリチュアル・ユニティ』に入ることを拒否したのだが、中川の唄を高評価する登川の熱心な誘いに折れた。
登川は、以来、代表曲である本曲を演奏する際に、中川のことをMCのネタにしたり、中川の唄真似をしたりする。なお、民謡であるこれらの楽曲に本来「コード」は存在しておらず、コード進行やアレンジは中川の手による。
本曲の三線の調弦（ちんだみ）は他にあまり例のない「一下げ」であり、またウチナーグチにこだわる登川にしては珍しく歌詞に標準語を用いている。登川の意欲作と評価される所以である。

## 収録曲
1. 緑の沖縄
2. なりたい節
3. 豊節